# Cycas papuana
Cycas papuana — вид голонасінних рослин класу саговникоподібні (Cycadopsida).

## Опис
Стебла деревовиді, до 2,8 м заввишки 30 листків у кроні. Листки яскраво-зелені (блакитні, коли нові), напівглянсові, довжиною 100–130 см. Пилкові шишки яйцевиді, помаранчеві, довжиною 15–20 см, 8–10 см діаметром. Мегаспорофіли довжиною 16 см, коричнево-повстяні. Насіння яйцеподібне, 32–35 мм завдовжки, 25–29 мм завширшки; саркотеста помаранчево-коричнева, не вкрита нальотом, товщиною 1,5–2,5 мм.

## Поширення, екологія
Країни поширення: Папуа Нова Гвінея (острів Нова Гвінея). Утворює розріджені колонії у відкритому трав'яному рідколіссі й савані, часто зростає з травою Kunai.

## Загрози та охорона
Цей вид може опинитися під загрозою в результаті майже щорічних пожеж.